# Emile Griffith
Emile Alphonse Griffith (Saint Thomas, Amerikai Virgin-szigetek, 1938. február 3. – New York, 2013. július 23.) amerikai hivatásos ökölvívó, ötszörös világbajnok; teljesítményét csak Sugar Ray Robinson múlta felül.

## Élete
Az Amerikai Virgin-szigeteki St. Thomas szigetén született. Nyolcan voltak testvérek, akiket apjuk elhagyott. Rokonainál nevelkedett, míg anyja nem talált magának munkát New Yorkban. 12 éves volt mikor anyjához költözött, és egy ruhagyárban helyezkedett el. A cég tulajdonosa – aki korábban ökölvívó volt – felfigyelt a fiúra, és Gil Clancy edzőhöz irányította.
Profi pályafutását 1958-ban kezdete. Korábban váltósúlyban az amatőrök között elnyerte New York város Aranykesztyűjét és a Városközi Aranykesztyűt. Háromszor nyerte meg a váltósúly profi-világbajnokságát. 1961-ben kiütéses győzelemmel Benny „Kid” Parettől, aki később visszavette tőle a címet.
Neve vélhetően a Paret elleni harmadik, 1962. március 24-i, drámai mérkőzése kapcsán vált igazán ismertté. A találkozón olyan súlyosan kiütötte a kubai riválisát, hogy az előbb kómába esett, majd április 3-án életét veszítette a Roosevelt kórházban. Az ominózus összecsapás előtt Paret nyíltan homoszexuálisnak nevezte Griffith-t, azonban ő csak jóval visszavonulása után (1977), egy interjúban vállalta fel, hogy biszexuális (2005).
Luis Manuel Rodríguez 1963-ban elnyerte tőle a bajnoki címet, de az év júniusában Griffith pontozásos győzelemmel ismét bajnok lett, mikor Dick Tigert győzte le pontozással. Szerette volna megtartani mindkét súlycsoport bajnoki címét, de kérését elutasították, így lemondott a váltósúlyú bajnokságról. 1967-be másodízben is elnyerte a középsúlyú-világbajnokságot, ekkor Nino Benvenutit győzte le, aki 1968-ban – ugyancsak pontozással visszavágott.
1971-ben feleségül vette Mercedes Donastorgot, azonban házasságuk a két évet sem érte meg. 1990-ben beválasztották a Hírességek Csarnokába, 2005-ben pedig „Ring of Fire” címmel megrázó dokumentumfilm készült az életéről, illetve a Paret elleni összecsapásról. Élete vége felé súlyos demenciában szenvedett, és fogadott fia, Luis Rodrigo Griffith ápolta az önmagáról már gondoskodni képtelen korábbi bajnokot. 2013 júliusában, New Yorkban 75 évesen hunyt el.